# Julien Prévieux
 (février 2015).
Si vous disposez d'ouvrages ou d'articles de référence ou si vous connaissez des sites web de qualité traitant du thème abordé ici, merci de compléter l'article en donnant les références utiles à sa vérifiabilité et en les liant à la section « Notes et références ».
Julien Prévieux, né en 1974 à Grenoble, est un artiste français. Depuis septembre 2019, il est professeur à l'École nationale supérieure des beaux-arts de Paris.

## Biographie
Né dans une famille de scientifiques, il passe une maîtrise de biologie tout en étudiant à l'école supérieure d'art de Grenoble,.
Passionné de skateboard, il se fait connaître à la fin des années 1990 en réalisant une vidéo surprenante où il apparaît effectuant des roulades en pleine rue pendant de longues minutes,.
Il poursuit ensuite ses activités dans l'absurde en publiant les Lettres de non-motivation (en opposition aux lettres de motivation) qu'il envoie depuis 2000 à des entreprises pour répondre à leurs petites annonces. Il y explique avec un humour parfois non décelé les raisons qui le poussent à ne pas se présenter pour le poste proposé par ces annonces. Ces lettres d'abord exposées en 2007 à la galerie Jousse à Paris avant d'être publiées, sont mises en scène au théâtre en 2015 par Vincent Thomasset au Grand Sud à Lille.
Il est aussi l'auteur d'effets spéciaux volontairement ratés intégrés dans des films existants (James Bond) qu'il nomme Post-Post-Production.
Lors de la FIAC d'octobre 2007, une de ses œuvres, Glissement (2004), est exposée dans le jardin des Tuileries de Paris.
Il a exposé à La Vitrine (lieu d'exposition de l'école nationale supérieure d'arts de Cergy-Pontoise) du 6 décembre 2007 au 6 janvier 2008.

## Expositions

### Expositions personnelles
- 2001 
  - Window 42, Londres
- 2004
  - Commotion, galerie Jousse Entreprise, Paris
- 2007
  - Management Cockpit, La Vitrine, Paris
  - Pseudo-collision, LIA, Grenoble
  - Management of Change and Conflict, galerie Jousse Entreprise, Paris
- 2008
  - Think Park, synagogue de Delmes
  - Comment - No Comment, domaine de Kerguéhennec, centre d’art Contemporain, Bignan
- 2009
  - Lettres de non-motivation, école supérieure d'art de Grenoble
  - La totalité des propositions vraies (avant), L'antenne du Plateau, Paris
- 2010 
  - Exposition Le dilemme du prisonnier, château des Adhémar, Montélimar
  - Colorless Green Ideas Sleep Furiously, Galerie West, La Haye
- 2011 
  - Lettres de non-motivation, Maison populaire, Montreuil
  - Dimension in Modern Management, Galerie Jousse Entreprise, Paris
  - Le choc Du futur, Médiathèque de Tarnos, Tarnos
  - Anomalies construites, Galerie Édouard Manet, Gennevilliers
  - Lettres de non-motivation, Le théâtre - Scène conventionnée de Laval, Laval
  - Lettres de non-motivation, Bibliothèque Simone-De-Beauvoir, Rouen
- 2012
  - 10 puissance 120, Frac Basse-Normandie, Caen
  - Stratagèmes et espaces clos, galerie de l'école des beaux-arts de Rouen
- 2015
  - Prix Marcel-Duchamp 2014, Centre Pompidou, Paris[5]

### Expositions collectives
- 1998 :
  - Déplacements, galerie Anton Weller, Paris
  - VideoEx, Festival vidéo, Zurich
  - Circuits, Lausanne, Suisse
  - GLASSBOX open : In Vitro, Glassbox, Paris
  - Kunstmuseum, Zurich
- 1999 :
  - 48° Biennale de Venise, invité par Costa Vecce, Venise
  - FIAC 1999, représenté par la galerie Anton Weller, Paris
  - Galerie de l’Alliance française, Montevideo
  - Printemps du Québec, Icono, Paris
  - Playtimes, sur une proposition de l’École du Magasin, école supérieure d’art, Grenoble
  - Festival vidéo, Musée d’Art contemporain, Lyon
- 2000 :
  - MIKSE, CAMAC, centre d’art contemporain, Marnay-sur-Seine
  - En vue, Galerie du Vidéographe, Montréal
  - La nuit des vidéastes, Cologne
  - Ecrans sauvés par…, Grenoble / Métafort, laboratoires d’Aubervilliers
  - Galerie Anton Weller, Paris
- 2001 :
  - Temporary Future, School of Fine Art, Nottingham
- 2002 :
  - Festival “Acces-s 02“, Pau
  - Objets de réflexion, programmation vidéo dans une installation de Fabrice Gygi, Le Plateau, Paris
  - Splash, Paris Project Room, Paris
  - Dehors-dedans, Glacières, Bordeaux
- 2003 :
  - Quitte à sauver le monde, autant le faire avec style, The Store, Paris
  - FIAC 2003, galerie Jousse Entreprise, Paris
  - La crise économique, c’est fantastique, galerie Jousse Entreprise, Paris
  - May your DV be with you, Palais de Tokyo, Paris
  - Ne pas tourner le viseur vers le soleil, CAC Brétigny, Brétigny-sur-Orge
- 2004 :
  - Apparemment léger, galerie de l’École d’Art du Havre, Le Havre
  - FIAC 2004, galerie Jousse Entreprise, Paris
  - L’horreur comique / esthétique du slapstick, Centre Pompidou, Paris
  - Terminal Five, aéroport JFK, New York
  - Designed in France, Made in China, Espace Paul Ricard, Paris
  - Maison / Témoins, The Store, Paris
  - Beijing / dezoned / Paris, Le Cube, Issy-les-Moulineaux
  - Happy 2004 !!, galerie Jousse Entreprise, Paris
- 2005 :
  - Artronica 2005, Bogota
  - Au-delà du Copan, Espace Paul Ricard, Paris
  - Timeline vol. 2, Bétonsalon, Paris
  - Art Athina 2005, galerie Jousse Entreprise, Athènes
  - Rendez-vous 2005, Musée d’Art contemporain, Lyon
  - Arbeitshaus: einatmen. Ausatmen, Kunsthaus Dresden, Dresde
  - Attention à la marche (histoires de gestes), La Galerie, centre national d’art contemporain, Noisy-le-Sec
  - Timeline, (exposition en ligne)[6]
- 2006 :
  - Horizons synthétiques, Mains d'œuvres, Saint-Ouen
  - FIAC 2006, galerie Jousse Entreprise, Paris
  - Un peu plus que le monde, Le 10 neuf, Centre régional d’Art contemporain, Montbéliard
  - Un dimanche au musée, MAC/VAL, musée d’art contemporain du Val-de-Marne
  - Aujourd’hui forever, Musée d’Art et d’Histoire, Saint-Denis
  - Liste06 - The young art fair, galerie Jousse Entreprise, Bâle
  - La Position du tireur couché, Le Plateau - Frac Ile-de-France, Paris
  - Prise de rue, Espace Culturel André Malraux, Rosny-sous-Bois
  - Guet-apens, La Générale, Paris
  - Art Brussels 2006, galerie Jousse Entreprise, Bruxelles
  - Re:Re, Espace Paul Ricard, Paris
  - Pulse Contemporary Art Fair 2006, galerie Jousse Entreprise, New York
  - My Way, galerie Jousse Entreprise, Paris
  - Le Magasin[7], centre national d’art contemporain,Grenoble
- 2007 :
  - Stratego !, Duplex / Espace d’Art Contemporain, Genève
  - 10th International Istanbul Biennial, Istanbul
  - Utopomorphies, commissariat de Joana Neves et Diogo Pimentao, galerie António Henriques, Viseu, Portugal
  - FIAC 2007, Paris
  - Tout contre, La générale en manufacture, manufacture nationale de Sèvres
  - Group show curated by VVORK, Galerie West, La Haye
  - Enlarge your practice, La Friche la belle de mai, Marseille
  - Drôles de je, FRAC Alsace, Sélestat
  - Can’t Stop, won’t stop, galerie Nuke, Paris
  - Around the gallery, galerie Jousse Entreprise, Paris
  - …tout devient possible, Les abattoirs de Riom
  - Sept/7, Projet curatorial à partir des collections du frac Ile-de-France, centre culturel
  - Maurice Eliot, Epinay-sous-Sénart
- 2008 :
  - La théorie du Komplot, Komplot, Bruxelles
  - Young Artist Biennial, Bucarest
  - Business is Business, Centre culturel de Liège
  - I will send you a photograph of the sky for everyday, Galerie West, La Haye
  - Amorph ! 08, Muu Gallery, Helsinki
  - Argument de la diagonale, Bétonsalon, Centre d’art et de recherche, Paris
  - Valeurs croisées, Les ateliers de rennes, Biennale d’art contemporain, Rennes
  - The White Patch Had Become a Place of Darkness, Galerie HO, Marseille
  - Same Democracy #1, Bologne
  - Joseph Aloïs Schumpeter, Oui - Centre d’art contemporain, Grenoble
  - Vidéos Séquence 3, Maison des Arts, Malakoff
  - Working Men, Galerie Analix Forever, Genève
- 2009 :
  - (des)-alter-est, Espace Le carré & Jardin de Mode, Lille, FIAC, Paris
  - Le travail en Je, médiathèque de Florange, Florange
  - Exposition de la collection d'art contemporain du conseil général de Seine-Saint-Denis
  - Musée d'art et d'histoire de Saint-Denis, Seine-Saint-Denis
  - Ce qui demeure est le futur, centre culturel Le Safran, Amiens
  - Werk Nu, Z33, Hasselt, Belgique
  - Ressources Humaines, Atelier d'Estienne, Pont-Scorff
  - Les plus grands artistes du XXe siècle, Semiose Galerie, Paris
  - La force de l'Art 02, Grand Palais, Paris
  - 3e Biennale d'Anglet, Anglet
  - Opération Tonerre, Mains d'œuvres, Saint-Ouen
  - The Tragic and the Funny Meet Again, Brakke Grond, Amsterdam
  - Le travail de rivière, Crédac-Centre d'art contemporain d'Ivry-sur-Seine
  - Songe d'une nuit d'hiver, galerie Jousse Entreprise, Paris
- 2010 :
  - Gulliver or Looking from a distance, Neue Sächsische Gallerie, Chemnitz, Allemagne - Fiac, 2010, Paris
  - Traversing The Fantasy, TheCUBE Project Space, Taipei, Taïwan
  - Ce qui vient, Les ateliers de Rennes, Rennes
  - Love at First Sight, Kaohsiung Museum of Fine Arts, Taïwan
  - Collège Robinson, Les Arques, ArtBrussels, projet solo, Bruxelles
  - Argent-œuvres de la collection du Frac Bretagne, Lycée Chateaubriand, Rennes
  - Corporate Everything, Fri Ar, centre d'art contemporain, Fribourg
  - Mots en turbulence, Bibliothèque municipales de Pantin, Pantin
  - Possible(s), Maison des syndicats, Montpellier
- 2011 :
  - Ce matin.... Le quartier, centre d'art de Quimper, Quimper, Artissima 18, Turin
  - Monodrome, 3e biennale d'Athènes
  - Abstraction & Storytelling I, Marz Galeria, Lisbonne, Portugal
  - Transactions, Galeria Horrach Moya, Palma de Majorque
  - Wunder, Deichtorhallen Hamburg, Hambourg
  - Catalogue, musée d'art moderne de Saint-Étienne
  - Out of Storage, Timmerfabriek, Maastricht
  - Better being a virus than catching a cold, Studio Galeria, Budapest - biennale d'art contemporain d'Anglet
  - Yes We Don't, IAC, Villeurbanne, Art Brussel, Bruxelles, Belgique Zona Mexico Arte Contemporaneo, Mexico
  - L'art est un sport de combat, musée des beaux-arts de Calais, Calais
- 2012 :
  - Lost in L.A, LAMAG, Barnsdall Park, Los Angeles
  - And So On ans So Forth, KIM? Contemporary Art center Riga
  - État de Veille, Galerie Jousse Entreprise, Paris
  - Le bruit du dehors, Biennale du Havre 2012, Musée maritime et portuaire, Le Havre
  - Salons, convivialité, écologie et vie pratique, domaine de Chamarande, Chamarande
  - L'amour du risque, musée d'art contemporain de Zagreb, Croatie
  - Mind the System, Find the Gap, Z33, Hasselt, Belgique
  - Transactions, Centro Cultural, Guatemala City
  - Miracles, Kunsthalle Krems, Krems, Autriche
  - L'institut des archives sauvages, Villa Arson, Nice
- 2013 : 
  - Le voyage dans la lune, centre d'art Albert Chanot, Clamart
  - Revue Initiales/ G.M (George Maciunas), 8 rue Saint-Bon, Paris
  - Courtesy/Los Angeles, For Your Art, Los Angeles
  - Abstraction manifeste, Le Quartier - centre d'art contemporain, Quimper
  - Florence Doléac, Matthew Darbyshire, Martin Le Chevallier et Julien Prévieux, galerie Jousse entreprise, Paris
  - Capitale(s), Galerie Gouvemnec Ogor, Marseille
- 2015 : 
  - Biennale d'art contemporain de Lyon

## Œuvres
- Lettres de non-motivation, Zones, Éditions La Découverte, 2007  (ISBN 2-355-22009-3)
- FAQ (foire aux questions), acrylique sur toile, série de 11, 2007
- Compostages, encre de Chine sur papier, série de 12 dessins, 2008
- La totalité des propositions vraies (avant), livres, bibliothèque, lustre et impressions jet d'encre. Matériaux divers et dimensions diverses, 2009
- Anomalies construites, vidéo hd, 8 min environ, 2011
- Forget the money, bibliothèque personnelle de Bernard Madoff, impression et jet d'encre et pièce sonore, dimensions variables, 2011
- Games of life, carrelage, assiettes en céramique, dimensions variables, 2012